# Passiflora eberhardtii
Passiflora eberhardtii är en passionsblomsväxtart som beskrevs av François Gagnepain. Passiflora eberhardtii ingår i släktet passionsblommor, och familjen passionsblomsväxter. Inga underarter finns listade i Catalogue of Life.